# ボールズ・ピラミッド
ボールズ・ピラミッド（英: Ball's Pyramid）は、640万年前に形成された楯状火山とカルデラの上にそびえる岩頸からなる島。オーストラリア東岸沖、ロード・ハウ島の南東20kmに位置し、オーストラリアのニューサウスウェールズ州に属する。海抜562mの高さがある一方、水平面は幅1100m×300mしかなく、世界で最も高い火山岩の海食柱となっている。ロード・ハウ島海洋公園（ユネスコ世界遺産）の一部でもあり、1982年にはロード・ハウ島と共にユネスコの世界自然遺産に登録された。

## 地理
ロード・ハウ島およびロード・ハウ海山群と同様に、ボールズ・ピラミッドはロード・ハウ海膨の上にあり、今は海に沈んだジーランディア大陸の一部である。

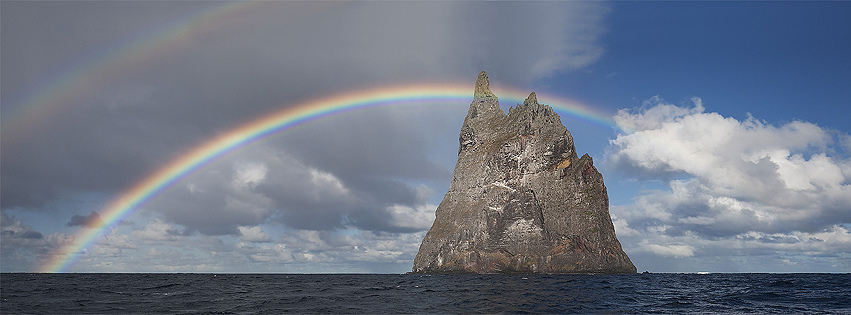
船上から見たボールズ・ピラミッド

ボールズ・ピラミッドにはいくつか近傍の島がある。ボールズ・ピラミッドの西端から見て、オブザーバトリ・ロックは北西800m、フィートシーフは南西800mのところにある。サウスイースト・ロックは南東3.5kmのところにある尖塔状の岩である。
ボールズ・ピラミッドは、それが在る海底棚の中心にある。その海底棚は長さ20km、幅は平均10km、水深は平均50mである。また500mの深さの海底谷により、ロード・ハウ島が在る海底棚と隔てられている。海食柱であるボールズ・ピラミッドの断崖は水面下も同様で、底の海底棚まで続いている。

## 歴史

### 発見
この島の名前は、1788年にここを発見したヘンリー・リッジバード・ボール大尉にちなんでいる。ボールは同じ航海でロード・ハウ島も発見した。『ポート・ジャクソンとノーフォーク・アイランドで多くの入植を成し遂げたボタニー湾へのフィリップ提督の航海』（1789年）において、アーサー・フィリップはロード・ハウ島について記す前に、ボールズ・ピラミッド周辺の海域についてこう書いている。

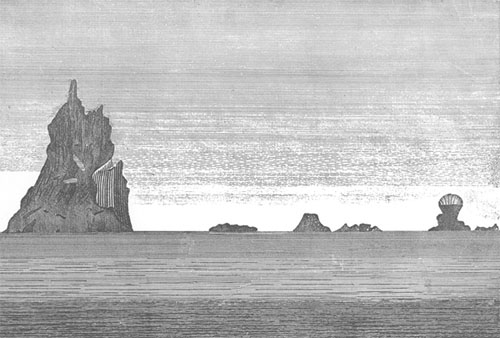
アーサー・フィリップの文に添えられた挿絵

それはピラミッドの南西から約4マイルの位置にある。ピラミッドは危険な岩で、水面から少し頭を出した状態であり、小型船ほど大きくはないようだ。ボール大尉は、そこに安全な航路があるか試す機会が無かった。
この島に最初に上陸したのは、ニューサウスウェールズ州の鉱山課に勤務した地質学者のヘンリー・ウィルキンソンと考えられており、それは1882年のことだった。

### 登攀
1964年に、冒険家のディック・スミスのほかスカウト活動のメンバーたちを含むシドニーの探検隊が、ピラミッドの頂上への登攀に臨んだ。しかし食料と水が尽きて5日目に撤退を余儀なくされた。
初めて登頂に成功したのは、ブライドン・アレン、ジョン・デイヴィス、ジャック・ペティグルー、デイヴィド・ウィザムの4人からなるシドニー・ロック・クライミング・クラブのクライマー隊で、1965年2月14日のことだった。
1979年にスミスはクライマーのジョン・ウォラルとヒュー・ウォードを伴って再びピラミッドに挑んだ。彼らは登頂を果たし、ニューサウスウェールズ州首相のネヴィル・ランから渡されていた州旗をそこで広げ、この島はオーストラリア領だと宣言した。（それまで誰もそうしたデモンストレーションをしていなかったようである。）
ロード・ハウ島法の改正によりこの島の登攀は1982年に禁止され、1986年にはロード・ハウ島委員会により島へのアクセスが全て禁止された。この方針は1990年に緩和され、厳格な条件を課した上である程度の登攀が許されるようになり、近年では州の担当大臣への申請が必須となっている。

## 生物多様性

### Melaleuca howeana
Melaleuca howeana の低木の茂みがボールズ・ピラミッドで見つかっている。その茂みは、岩の下の裂け目から水がしみ出る小さな割れ目で育っていた。この水分により、比較的青々としたこの植物は長い年月をかけて成長し、その残骸が数メートルの深さまで積み重なっていた。

### ロードハウナナフシ

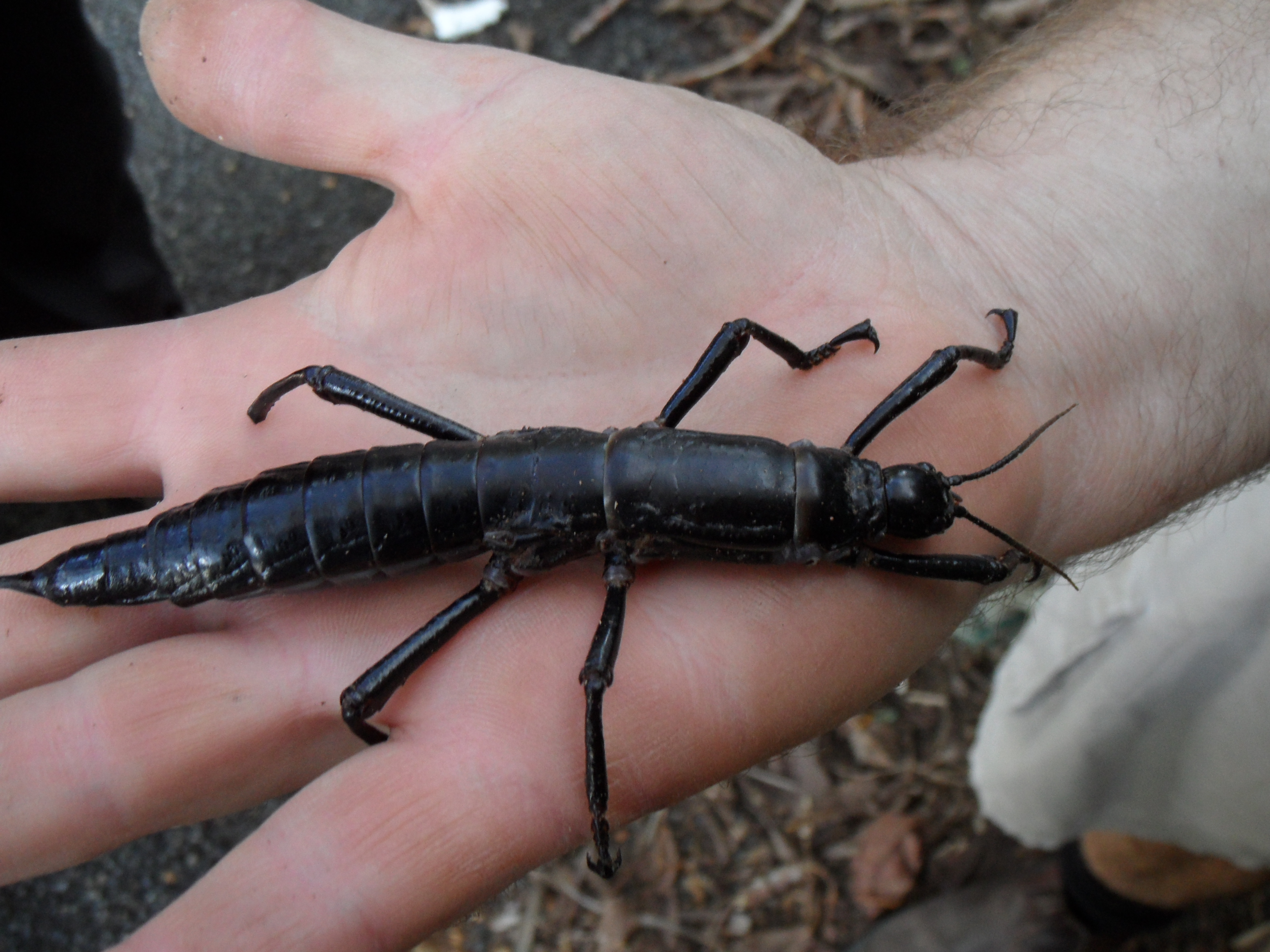
ロードハウナナフシ

ボールズ・ピラミッドは、ロードハウナナフシ（Dryococelus australis）の野生個体群が存在する、現時点で唯一の場所である。
ロードハウナナフシはロード・ハウ島で1920年を最後に見られなくなった後、絶滅したと考えられていた。しかし1964年のボールズ・ピラミッド登攀時に、この種が継続的に生息していたことが発見され、一体の死体が写真に撮られた。その後、何年にもわたり何体も死体が見つかったが、生きた個体は探しても見つからなかった。2001年に昆虫学者たちと自然保護団体の者たちが、植物相と動物相の分布を調べるためボールズ・ピラミッドに上陸した。そして期待通り、海抜100メートルの地点で、Melaleuca howeana の茂みの下にロードハウナナフシの群れが生息しているのを発見した。この群れは極めて小規模で、24匹しかいなかった。2対のつがいがオーストラリア本土に持ち帰られ、新しい個体の繁殖に成功した。最終的にはこれらをロード・ハウ島に戻すことが計画されている。

## 関連文献
- Ian Hutton, The Australian Geographic Book of Lord Howe Island, Australian Geographic, 1998, ISBN 1-876276-27-4.
- Rock of Ages, transcript of Australian Broadcasting Corporation Australian Story TV episode, 2005年4月11日